# Selinum alatum
Selinum alatum är en flockblommig växtart som beskrevs av Jean Louis Marie Poiret. Selinum alatum ingår i släktet krusfrön, och familjen flockblommiga växter. Inga underarter finns listade i Catalogue of Life.